# 黄花吊石苣苔
黄花吊石苣苔（学名：[Lysionotus sulphureus] 错误：{{Lang}}：文本有斜体标记（帮助））为苦苣苔科吊石苣苔属下的一个种。

## 扩展阅读
- 維基物種上的相關：黄花吊石苣苔